# 太田市民会館
太田市民会館（おおたしみんかいかん）は、群馬県太田市飯塚町に所在する文化施設。

## 概要
太田市民会館は1969年（昭和44年）、東武鉄道太田駅南口にオープンした。しかし耐震性の問題から2009年（平成21年）に閉館した。
二代目の施設は郊外に移転、BUSターミナルおおたに近い。香山壽夫建築研究所が設計し、2017年に落成した。2019年に第60回BCS賞を受賞。

## アクセス
- 東武鉄道太田駅下車徒歩30分